# Kunigunde (Enkelin Ludwigs des Stammlers)
Kunigunde (* 888/895; † nach 923) war eine Tochter Ermentruds und eine Enkelin des Königs Ludwig der Stammler. Ihr Vater ist nicht überliefert, Hlawitschka vermutet ihn in Dux Reginar I. (Reginare).
Zu Kunigundes Leben ist nur wenig bekannt, ihre Bedeutung erschließt sich vor allem aus einer aus dem 11. Jahrhundert stammenden Tabula Genealogica, der Karolinger, durch die sie als Großmutter der Kaiserin Kunigunde von Luxemburg ausgewiesen ist, was wiederum die Abstammung der Kaiserin von den Karolingern belegt.
Kunigunde heiratete 907/909 in erster Ehe den späteren Pfalzgrafen Wigerich, der 918/919 verstorben war. Nach dessen Tod war sie  mit dem Grafen  Richwin / Richizo (von Verdun) verheiratet, der 923 ermordet wurde. Ihr dritter Mann oder Gemahl, Vater Siegfrieds und Adalberos bleibt weiterhin im Dunklen. Nach der Vita Iohannis Gorziensis hatte Adalbero königliches (karolingisches) Blut von Vater und Mutter. Bei seinem angenommenen Geburtsjahr um 905 (zum Bischof von Metz wurde er 929 im Alter von 24 Jahren als relativ junger Mann gewählt) war er sicher kein eheliches Kind aus erster Ehe Kunigundes mit Wigerich; da aber Wigerichs Vorfahrenschaft weiterhin im Dunkeln liegt, dürfte er überhaupt als Vater von Siegfried ausscheiden. Da Kunigundes zweite Ehe mit Richwin/Richizo, Comes (de Verdun) durch dessen Ermordung 923 kinderlos endete, ergibt sich für Siegfried (963 Comes (von Luxemburg)) eine Geburt nach 923. So dürfte auch die bei Wampach, Nr. 156 (Fußnote 3) angegebene Liste der Voll-Brüder Gozelons (Friedrich, Giselbert und Sigebert) korrekt sein. Adalbero und Siegfried werden nicht genannt, da Halb-Brüder aus nicht dokumentierter „Beziehung“ Kunigundes. Dem entspricht auch die Vita Iohannis Gorziensis, die auf mehrere (also mindestens zwei) Brüder „ex matre“ hinweist: nur Adalbero und Siegfried kommen chronologisch infrage. 
Kunigunde hatte sieben Kinder: durch die Unkenntnis der Geburtsjahre wird anstelle einer Nummerierung vor den Namen vermerkt I. (erste Ehe mit Wigerich), II. (zweite Ehe mit Richwin kinderlos) III. (vor, nach oder während der beiden Wigerich-Ehen)
(III) Adalbero, * um 905, † 962, 929–962 Bischof von Metz
(I)   Liutgarde; ⚭ I Adalbert, Graf (wohl Graf von Metz), X 944 (Matfriede); ⚭ II Eberhard IV. Graf im Nordgau, † 972/973 (Etichonen)
(I)    Friedrich I., † 978, 942 Dux Lotharingiae, 962/966 Dux Lotharensium, 959/978 Herzog von Oberlothringen; ⚭  954            Beatrix † nach  978, Tochter von Hugo dem Großen „Dux Francorum“ (Robertiner)
(I) Siegfried * 919, † 998, 963 Comes (von Luxemburg)
(I)   Giselbert, † wohl vor 965, 963 Graf in den Ardennen, der seinen Halbbruder Graf Siegfried beerbt
(I)   Sigebert, 942 bezeugt, verstorben nach 14. Juli 947
(I)   Gozelon † 942/43, Graf

Manche  gehen davon aus, dass Siegfried mit Sigebert identisch ist, und dass es sich bei Sigeberts einzigem Auftreten um einen Kopistenfehler handelt. Cawley ist nicht dieser Ansicht. Wampach nennt Sigebert ebenfalls unter den Vollbrüdern von Gozelon. 
In der Forschung wird eine Diskussion darüber geführt, wer die Väter von Adalbero und Siegfried sind.  Zu Friedrich, Giselbert und Sigebert gibt es eine Notiz, dass sie die Brüder Gozelons waren, aber auch einen Beleg, dass Gozelin mehrere Brüder über die Mutter (frates plures ex matre) hatte, deren Vater also nicht Wigerich ist. Hierfür kommen von den bekannten Kindern Kunigundes wie oben erläutert nur Adalberon und Siegfried infrage, deren karolingische Abstammung mütterlicherseits (wie bei allen Kindern Kunigundes) belegt ist, die aber (wohl beide) auch einen unbekannten Vater königlichen Geblüts haben.
Da Kunigundes Ehe mit Richwin von Verdun als kinderlos angesehen wird, die Abstammung  Siegfrieds andererseits aufgrund der Tabula Genealogica außer Frage steht, wurde bereits mehrfach eine dritte Ehe Kunigundes vermutet. Die Tatsache, dass sowohl Kundigundes „dritter Ehemann“ oder „Mann“ ebenso verschleiert wurde, wie auch der „Mann“ ihrer karolingischen Mutter Ermentrud, scheint auch eine uneheliche „Verbindung“ denkbar zu machen. Dass geografisch, chronologisch, und aufgrund ihrer königlich-karolingischen Abstammung die Reginare als „missing links“ gedacht werden, liegt nahe. René Klein verfasste  1998 eine Arbeit, mit der er nachzuweisen versuchte, dass Kunigundes dritter „Mann“ Giselbert II, der spätere (928) Herzog von Lothringen, war. Wenn dieser eine Ehe mit Kunigunde eingegangen wäre, gäbe es sicherlich einen  zeitgenössischen Hinweis. Obwohl ebenso sein Bruder Reginar II aus den gleichen Gründen infrage käme, spricht doch der Sohn „Giselbert“ von Wigerich und Kunigunde eine deutliche Sprache. Seine These ist stark umstritten, vor allem bei den Historikern, die Kunigunde als Tochter Reginars I. sehen: Da Reginar I. aus seiner Ehe mit Alberada der Vater Giselberts ist, wären Giselbert und Kunigunde somit Halbgeschwister, was eine offizielle Ehe ausschlösse, nicht aber eine außereheliche Beziehung, die ja möglicherweise schon zwischen ihrer karolingischer Mutter Ermentrud und deren vermutlichem „Mann“ Reginar I denkbar wäre. Sowohl – erschwerend aus kirchlicher Sicht – die Reginare als auch Ermentrud und Kunigunde stammten von Kaiser Ludwig I. „dem Frommen“ ab, allerdings aus zwei verschiedenen Ehen. 
Cawley weist Giselbert, 963 comte (en Ardennes, verm. 964 verstorben, als er seinen Halbbruder Siegfried zu seinem Erben macht) eindeutig als Sohn von Kunigunde und Wigerich aus. Durch die  Chronologie der Vorfahren von Siegfrieds Mutter rückt Cawley den Geburtszeitraum von Siegfried in die Jahre 930–940. Der Grund liegt dafür liegt darin, dass Cawley Siegfrieds Großmutter Ermentrud  als erstes Kind zweiter Ehe (um 875) ihres Vaters König Louis II  der Westfranken mit Adelais, der Tochter von Adalhard, comte Palatin (Angoulême), bestimmt. So kann Siegfried – nach der Ermordung von Richwin 923 – weder von diesem noch von Wigerich stammen.